# اسکندر کینس
اسکندر کینس (به انگلیسی: Skandar Keynes) مشاور سیاسی و بازیگر سابق انگلیسی است که بیشتر برای ایفای نقش ادموند پونسی در سه‌گانه فانتزی سرگذشت نارنیا شهرت دارد.

## اوایل زندگی
اسکندر کینس در ۵ سپتامبر ۱۹۹۱، در منطقه کمدن لندن زاده شد. او فرزند «زِلفا حورانی» و «رندال کینس» است. 
او یک خواهر بزرگتر (زاده ۱۹۸۹) به نام «سمیه-ان» دارد که در تولیدات مختلف رادیو بی‌بی‌سی ۴ ظاهر شد و در حال حاضر به عنوان یک اقتصاددان در مؤسسه مطالعات مالی کار می‌کند.

## نیاکان
اسکندر از جانب پدر خود، انگلیسی‌تبار است. او نوه فیزیولوژیست ریچارد کینس، برادرزاده دو استاد کمبریج (مورخ سیمون کینس و عصب‌شناس راجر کینس) پسر عموی نویسنده کاتولیک و مدافع لورا کینس و نوه نوه برادرزاده اقتصاددان، جان مینارد کینس است.
پدر بزرگ پدربزرگ پدربزرگ او، طبیعت‌شناس و زمین‌شناس معروف، چارلز داروین بود. شوهر خواهر پدر پدربزرگ او، زیست‌شناس معروف، آرچی‌بالد هیل و همچنین پدربزرگ و مادربزرگِ پدربزرگ و مادربزرگ او، برنده‌های جایزه نوبل و هستر آدریان و ادگار آدریان بودند.
او از جانب مادری، تبار لبنانی، فارسی و ترکی دارد. (نام اسکندر، فارسی نام یونانی الکساندر است). البته طبق قانون تابعیت لبنان، او از نظر قانونی در لبنان، یک خارجی است و آن را وطن دوم خود در نظر می‌گیرد.
مادربزرگ مادری او فروغ افنان و پدربزرگش سیسیل فالدو حورانی مشاور رئیس‌جمهور اخیر تونس، حبیب بورقیبه بود. خانواده حورانی از مرجعیون، لبنان به منچستر مهاجرت کرده بودند. دو عموی مادر اسکندر آلبرت حورانی، مورخ بزرگ خاورمیانه و جورج حورانی، فیلسوف و مورخ کلاسیک بود.

## فیلم‌شناسی

### فیلم
| سال  | نام                               | نقش          | توضیحات |  |
| ۲۰۰۵ | سرگذشت نارنیا: شیر، کمد و جادوگر  | ادموند پونسی |         |  |
| ۲۰۰۸ | سرگذشت نارنیا: شاهزاده کاسپین     | ادموند پونسی |         |  |
| ۲۰۱۰ | سرگذشت نارنیا: سفر کشتی سپیده‌پیما | ادموند پونسی |         |  |

## جوایز
| سال  | جایزه                   | دسته‌بندی            | فیلم                              | نتیجه    |
| ---- | ----------------------- | ------------------- | --------------------------------- | -------- |
| ۲۰۰۶ | شخصیت و اخلاق در سرگرمی | —                   | سرگذشت نارنیا: شیر، کمد و جادوگر  | پیروز    |
| ۲۰۰۹ | جایزه هنرمند جوان       | بهترین گروه بازیگری | سرگذشت نارنیا: شاهزاده کاسپین     | نامزدشده |
| ۲۰۰۹ | جایزه هنرمند جوان       | بهترین بازیگر جوان  | سرگذشت نارنیا: شاهزاده کاسپین     | پیروز    |
| ۲۰۱۰ | جایزه هنرمند جوان       | بهترین بازیگر جوان  | سرگذشت نارنیا: سفر کشتی سپیده‌پیما | نامزدشده |